# Ischyrocerus ctenophorus
Ischyrocerus ctenophorus is een vlokreeftensoort uit de familie van de Ischyroceridae. De wetenschappelijke naam van de soort is voor het eerst geldig gepubliceerd in 1953 door Schellenberg.